# Plastinação
A Plastinação é o procedimento técnico e moderno da preservação de matéria biológica, criado pelo artista e cientista Gunther Von Hagens em 1977, e que consiste extrair os líquidos corporais, tais como a água e os lípidos, através de métodos químicos (acetona fria e morna), para substituí-lo por resinas elásticas de silicone e rígidas epóxicas.
Esta técnica tem numerosas vantagens, tanto quanto a conservação dos corpos, como na textura, coloração e na aproximação ao estado real, e proporciona uma boa manipulação do corpo, sem necessidade de manutenção.
A plastinação levanta problemas de carácter moral, ético, religioso e legal, pela manipulação dos corpos, o que Gunther tentou contornar buscando utilizar corpos doados por vontade da pessoa em vida. Não obstante estas questões, teve uma aceitação muito boa por parte da comunidade científica, do público e mesmo de alguns países da Europa, China, Rússia, Japão, Estados Unidos e México entre outros, onde neste último, foram aplicados pela primeira vez em 1999.
A finalidade da plastinação é a instrução nas ciências naturais, o conhecimento nas áreas de saúde e a exibição museográfica. 